# Ермаков, Семён Михайлович
Семён Михайлович Ермаков (3 марта 1925, Дубовое, Пронский район, Рязанская область — 20 марта 2021, Москва) — советский военный экономист и учёный, генерал-майор, кандидат экономических наук, профессор.

## Биография
Родился 3 марта 1925 года в селе Дубовое Пронского района Рязанской области в крестьянской семье Михаила Ивановича и Ксении Ефремовны, где родилось 11 детей.
В июне 1942 года окончил Михайловское педагогическое училище Рязанской области, после чего работал учителем в школе. Участник Великой Отечественной и Советско-японской войн. В 1943 году был призван в Красную Армию и направлен в Южно-Уральское пулемётное училище, расположенное в городе Благовещенске Башкирской АССР. В этом же году вошел в состав группы курсантов, отобранных для укомплектования воздушно-десантных войск, и был направлен в 18-ю гвардейскую воздушно-десантную бригаду. В ходе боев был тяжело ранен. После излечения был направлен во вновь открывшееся Военно-финансовое училище Красной Армии. 20 апреля 1945 года, окончив училище и получив звание «младший лейтенант интендантской службы», был направлен в 295-й отдельный самоходно-артиллерийский дивизион, который отправился на Забайкальский фронт и участвовал в войне против милитаристской Японии.
После демобилизации в 1948 году стал слушателем первого набора Военного финансово-экономического факультета при Московском финансовом институте (МФИ, ныне Финансовая академия при Правительстве Российской Федерации), который окончил в 1952 году. С 1952 года преподавал в Финансовом училище Советской Армии (город Тамбов); с 1957 года, после успешного окончания адъюнктуры, стал преподавать на Военном финансово-экономическом факультете МФИ. Здесь прошел путь от преподавателя кафедры до профессора, заместителя начальника факультета по учебной и научной работе. В 1979 году было присвоено воинское звание генерал-майор.
В 1992 году, после почти 50 лет военной службы, уволен в отставку. Продолжал работать советником по подготовке и изданию научно-педагогических трудов по теории и практике инновационной системы образования при ректорате Финансового университета.
Автор более 80 научных трудов, под его руководством успешно защищено 12 кандидатских диссертаций. Им разработан научный курс «Экономика Вооруженных Сил», изучаемый слушателями многих военных учебных заведений. В 1994 году был избран действительным членом Международной академии информатизации. Вёл общественную работу в Совете ветеранов Алексеевского района Москвы, являлся председателем Совета ветеранов Финансового университета при Правительстве Российской Федерации.
В 2012 году написал и издал автобиографическую книгу «Я не хочу судьбу иную», в которой рассказал о бурных и иногда трагических событиях в истории нашей страны и в жизни отдельного человека.
С 2016 по 2018 год находился на трибуне во время проведения Парада Победы. Был членом Всероссийской политической партии «Единая Россия».
Скончался 20 марта 2021 года. Похоронен на Федеральном военном мемориальном кладбище.

## Заслуги
- Награждён орденами Отечественной войны 1-й степени, Красной Звезды и «За службу Родине в Вооруженных Силах СССР» 3-й степени, а также многими медалями, в числе которых «За отвагу», две медали «За боевые заслуги», «За победу над Германией», «За победу над Японией»; также имеет четыре иностранные медали (США, Чехословакия, Монголия, Белоруссия).
- К 95-летию Финансового университета был награждён медалью ордена «За заслуги перед Отечеством II степени»[6].
- К 100-летию Финансового университета был удостоен Благодарности Президента Российской Федерации[7].

## Память
Имя присвоено Военному учебному центру при Финансовом университете при Правительстве Российской Федерации.